# Tóth Tamás (úszó)
Tóth Tamás (Budapest, 1992. január 5. –) paralimpiai bajnok, Európa-bajnok és Európa-csúcstartó úszó.
Tóth Tamás 1992-ben Budapesten született végtaghiánnyal, a jobb kézfeje nem fejlődött ki. Sérülése miatt szülei már 2-3 éves korától úszásra járatták.   2004-ben Athénban nézőként vett részt az ötkarikás játékokon, ekkor döntötte el, hogy paralimpiai bajnok szeretne lenni. 2006-tól a magyar válogatott tagja. 2009-ben szerepelt először felnőtt világversenyen ahol egy Európa-bajnoki bronzérmet szerzett. Ettől az évtől kezdődően valamennyi világversenyről érmekkel tért haza. 2012-től a Vasas SC sportolója.
Az úszás mellett pedig  2016-tól Testnevelési Egyetem levelező tagozatán hallgat sportszervezést. Társadalmi szerepvállalásai közül kiemelhető, hogy 2016-tól az UNICEF Magyar Bizottság Alapítvány hivatalos Sportnagykövete de számos más jótékonysági program mellett kiállt mint a Bohócdoktorok vagy a Movember mozgalom.

## Hazai eredményei
- többszörös magyar bajnok

## Nemzetközi eredményei
- 2009: Európa-bajnokság - Reykjavík, 3. hely 100 m mell
- 2010: világbajnokság - Eindhoven, 3. hely 50 m gyors
- 2011: Európa-bajnokság - Berlin, 1. hely 50 m gyors, 3. hely 100 m hát, 3. hely 100 m gyors, 3. hely 200 m vegyes
- 2012: Paralimpia - London, 2. hely 50 m gyors, 2. hely 100 m gyors
- 2014: Európa-bajnokság - Eindhoven, 2. hely 100 m hát, 2. hely 200 m vegyes
- 2015: világbajnokság - Glasgow, 3. hely 100 m hát, 3. hely 200 m vegyes
- 2016: Európa-bajnokság - Funchal, 2. hely 200 m vegyes, 3. hely 100 m hát
- paralimpia - Rio de Janeiro, 1. hely 100 m hát, 3. hely 100 m gyors
- 2018: Európa-bajnokság - Dublin, 3. hely 200m vegyes, 3. hely 100m hát

## Csúcsok
- 2012 - Európa-csúcs, 50 m gyors és 50 m hát

## Díjak, elismerések
- 2011 - Óbuda sportolója díj[1]
- 2012 - A Magyar Érdemrend lovagkeresztje
- 2012 - Az Év Paralimpikonja[2]
- 2016 - A Magyar Érdemrend tisztikeresztje
- 2016 - Papp László Budapest-Sportdíj
- 2016 - Az év fogyatékkal élő férfi sportolója